# Joachim von Amsberg (General)

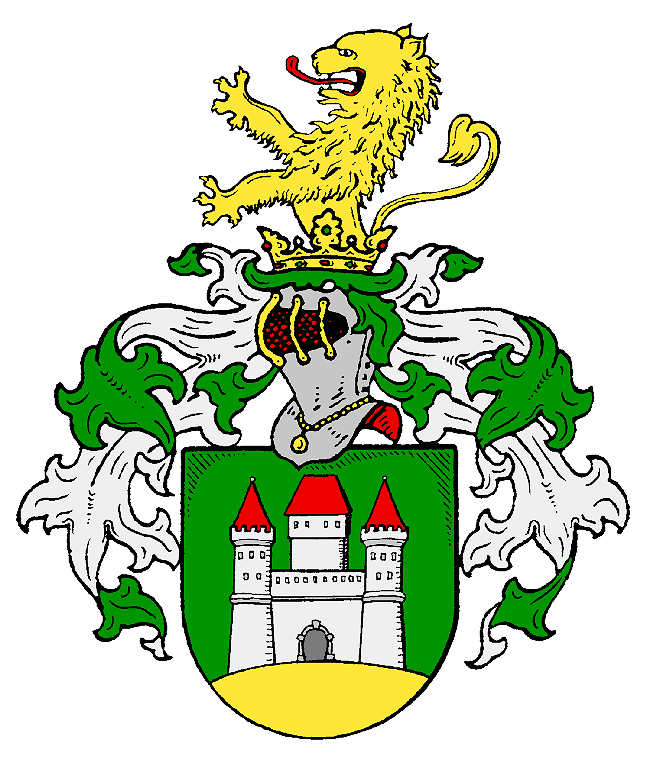
Wappen derer von Amsberg

Joachim von Amsberg (* 26. August 1869 in Schwerin; † 5. September 1945 in Rostock) war ein deutscher General der Infanterie.

## Leben
Joachim entstammte dem Geschlecht derer von Amsberg und trat am 16. September 1890 als Fahnenjunker in das Großherzogliche Mecklenburgische Grenadier-Regiment Nr. 89 ein. Dort wurde er am 18. April 1891 zum Fähnrich ernannt und am 17. November 1891 zum Sekonde-Lieutenant befördert. Im selben Jahr wurde die Familie Amsberg geadelt. Ab 1897 fungierte er als Adjutant des I. Bataillons und wurde als solcher am 16. Juni 1900 Oberleutnant. Vom 1. Oktober 1900 bis 21. Juli 1903 kommandierte man Amsberg an die Kriegsakademie. Er versah dann wieder Dienst in seinem Stammregiment, bevor man ihn ab 1. April 1904 in den Großen Generalstab nach Berlin kommandierte. Zwei Jahre später erfolgte unter gleichzeitiger Beförderung zum Hauptmann seine Versetzung dorthin. Amsberg wurde dann vom 27. Januar 1907 bis 26. Januar 1909 dem Generalstab des VI. Armee-Korps zugeteilt und anschließend Kompaniechef im 4. Niederschlesischen Infanterie-Regiment Nr. 51. Kurzzeitig war Amsberg ab 2. April 1912 beim Generalstab des Gouvernements Köln, bevor man ihn am 1. Oktober 1912 zum persönlichen Adjutanten des Prinzen Eitel Friedrich von Preußen berief und zum Major beförderte.
Amsberg verblieb über den Ausbruch des Ersten Weltkriegs hinaus an der Seite des Prinzen und kam mit dem 1. Garde-Regiment zu Fuß, dessen Kommandeur Eitel Friedrich war, an der Westfront zum Einsatz. Zugleich fungierte er vom 11. Juni bis 19. Juli sowie vom 21. Juli bis 1. August 1915 als Führer des 2. Garde-Regiments zu Fuß. Amsberg wurde am 9. Februar 1916 von seinen Aufgaben entbunden und am darauf folgenden Tag zum Ersten Generalstabsoffizier im Generalstab des Garde-Reserve-Korps ernannt. Es folgte dann am 11. Juni 1916 seine Ernennung zum Chef des Generalstabs des XV. Armee-Korps sowie am 27. Januar 1918 die Beförderung zum Oberstleutnant. In gleicher Funktion war Amsberg ab 23. August 1918 beim VII. Armee-Korps tätig und leitete dann den Rückzug in die Heimat sowie die dortige Demobilisierung ein.
Nach seiner Übernahme in die Reichswehr verwendete man Amsberg zunächst beim Stab des Reichswehr-Infanterie-Regiments 11 und ein Jahr später beim Stab des 17. Infanterie-Regiments. Als Oberst (seit 18. Dezember 1920) erhielt er am 15. Juni 1920 das Kommando über das Regiment, das er in der Folgezeit bis zum 31. März 1924 befehligte. Zwischenzeitlich war Amsberg am 1. März 1924 Generalmajor geworden. Vom 1. April 1924 bis 31. Januar 1927 fungierte er als Kommandeur der Infanterieschule. Amsberg wurde anschließend Kommandeur der 2. Division in Stettin und Befehlshaber im Wehrkreis II. In dieser Stellung beförderte man ihn am 1. April 1927 zum Generalleutnant. Er gab sein Kommando am 30. September 1929 ab und wurde unter Verleihung des Charakters als General der Infanterie in den Ruhestand verabschiedet.
Amsberg erhielt am 20. April 1937 die Erlaubnis zum Tragen der Uniform des Infanterie-Regiments 17. 1938 stellte man ihn zur Verfügung des Heeres, verwendete ihn jedoch nicht. Seine Mobilmachungsbestimmung wurde am 31. Mai 1943 aufgehoben.

## Auszeichnungen
- Roter Adlerorden IV. Klasse mit Krone[1]
- Ritterkreuz des Königlichen Hausordens von Hohenzollern[1]
- Eisernes Kreuz (1914) II. und I. Klasse[1]
- Preußisches Dienstauszeichnungskreuz[1]
- Bayerischer Militärverdienstorden III. Klasse mit Schwertern und Krone[1]
- Ritterkreuz I. Klasse des Albrechts-Ordens mit Schwertern und mit Krone[1]
- Ritterkreuz I. Klasse des Ordens vom Zähringer Löwen mit Schwertern[1]
- Ritterkreuz des Greifenordens mit Krone[1]
- Mecklenburgisches Militärverdienstkreuz I. Klasse[1]
- Ritterkreuz I. Klasse des Ordens Heinrichs des Löwen[1]
- Ehrenritterkreuz I. Klasse des Oldenburgischen Haus- und Verdienstordens des Herzogs Peter Friedrich Ludwig[1]
- Friedrich-August-Kreuz I. Klasse[1]
- Kreuz für Verdienste im Kriege[1]
- Reußisches Ehrenkreuz II. Klasse mit Krone[1]
- Lippisches Kriegsverdienstkreuz[1]
- Österreichisches Militärverdienstkreuz III. Klasse mit Kriegsdekoration[1]
- Silberne Liakat-Medaille mit Säbeln[1]
- Eiserner Halbmond[1]